# Maison d'arrêt de Limoges
La maison d’arrêt de Limoges est une maison d'arrêt française mise en service en 1856 et située dans la localité de Limoges, dans le département de la Haute-Vienne et en région Nouvelle-Aquitaine.
Elle est marquée par les grèves ouvrières de 1905 qui conduisent les manifestants à en défoncer l'entrée et par les arrestations massives de résistants durant la Seconde Guerre mondiale.
Dans les années 2020, elle est pointée du doigt pour sa surpopulation, sa vétusté et son insalubrité.

## Présentation
La maison d’arrêt de Limoges est un établissement pénitentiaire à régime cellulaire. Elle est située au 17 bis place Winston Churchill à Limoges (ancien Champ de Foire) et dépend de la direction interrégionale des services pénitentiaires de Bordeaux.
Sa construction débute en 1851, sur les plans de l'architecte Vincent-Marie Boullé et elle est mise en service en 1856 en tant que prison cellulaire départementale. Elle remplace les prisons de l'ancien Présidial et plus tôt la Maison Centrale de détention, installée depuis 1810 dans l’ancienne abbaye des Bénédictins. Elle peut contenir alors 150 détenus dont 96 en cellules. Elle comporte plusieurs corps de bâtiments dont le principal est en forme de croix.

## Faits marquants historiques

### Manifestations de 1905

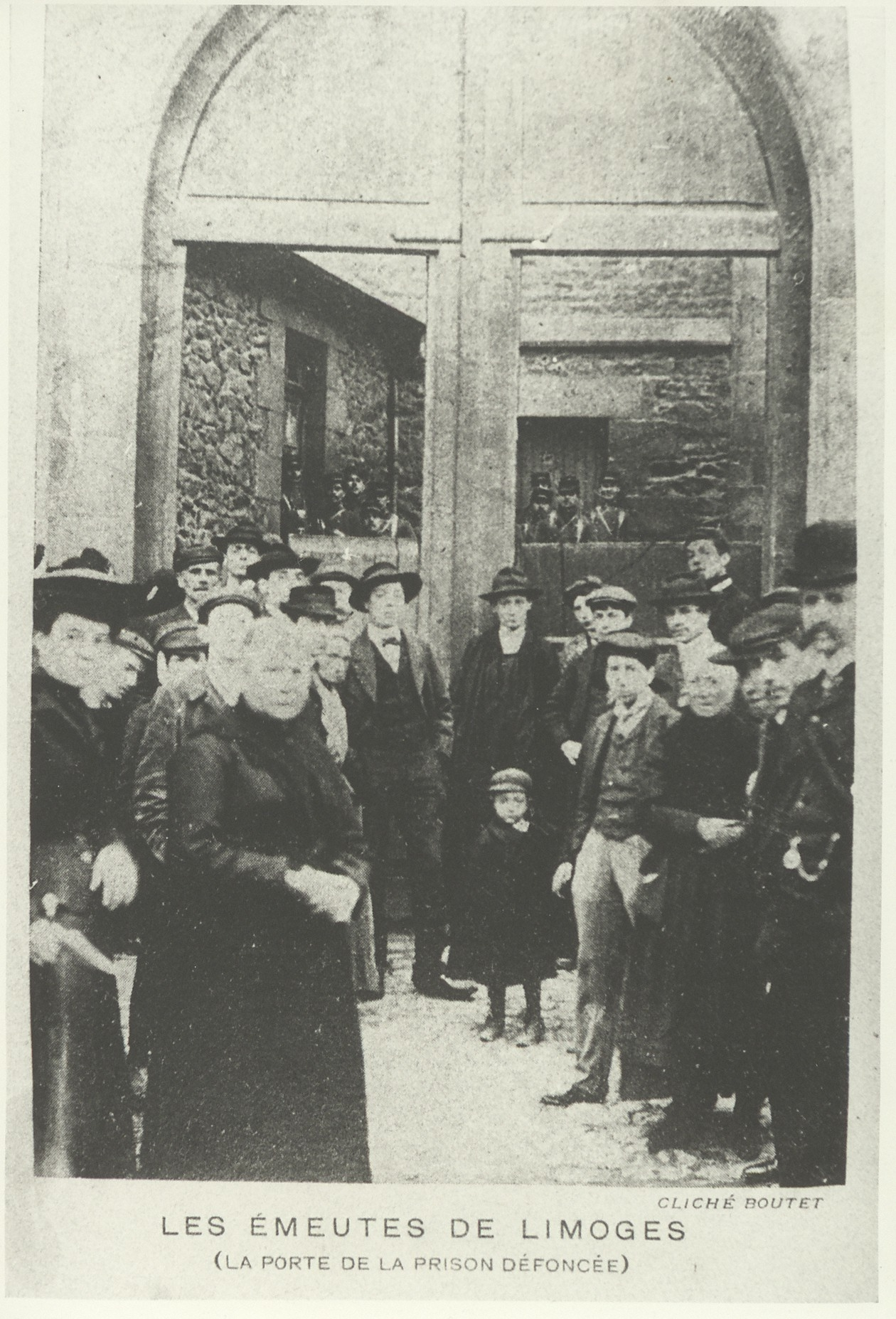
Attroupement devant la porte de la prison défoncée, en avril 1905.

En 1904 et 1905, Limoges est secouée par de nombreuses grèves touchant tous les secteurs d'activité et en particulier les ouvriers de l'industrie porcelainière. Le 17 avril 1905, après le refus du préfet et du maire de libérer des grévistes arrêtés, une foule de manifestants se dirige vers la prison et en défonce l'entrée. Les forces de l'ordre réagissent violemment, contraignant les émeutiers à se réfugier dans le jardin d'Orsay, où la troupe ouvre le feu et lance un assaut. Les affrontements causent une vingtaine de blessés et la mort de Camille Vardelle, un ouvrier porcelainier de 19 ans. La mort du jeune homme, qui suscite une vive émotion, rassemble des milliers de personnes à ses funérailles, suivies deux jours plus tard par des dizaines de milliers de manifestants, et est commémorée pendant des années,,.

### Seconde Guerre mondiale
Durant la Seconde Guerre mondiale, les conditions d'incarcération se détériorèrent fortement en raison de la surpopulation pénale liée à l'instauration de juridictions d'exception et aux pénuries provoquées par les exigences des Nazis. Cette situation s'aggrave à l'automne 1943 avec l'intensification de la lutte contre les maquis et l'arrestation massive de résistants. L'institution des cours martiales par le régime de Vichy en janvier 1944 marque un sommet dans la répression. Ces tribunaux expéditifs, composés de juges anonymes, condamnent à limoges sans appel 26 résistants arrêtés.

## Surpopulation
Au 1er janvier 2024, selon l'Observatoire international des prisons, la maison d'arrêt de Limoges présente une situation de surpopulation carcérale significative, particulièrement dans les quartiers pour adultes. Le quartier des femmes dispose de 10 cellules pour une capacité opérationnelle de 11 places, mais accueille 21 détenues, ce qui correspond à une densité carcérale de 190,9 %. La situation est encore plus critique dans le quartier des hommes, où 121 personnes sont hébergées pour une capacité de 57 places réparties sur 55 cellules, atteignant une densité de 212,3 %. En revanche, les quartiers pour mineurs hommes et pour la semi-liberté affichent des taux d’occupation plus maîtrisés. Le quartier des mineurs, doté de 10 cellules pour 10 places, héberge 8 personnes (densité de 80 %), tandis que le quartier de semi-liberté pour hommes, avec 5 cellules et une capacité de 5 places, n'accueille que 3 personnes (densité de 60 %),,.

## Vétusté et insalubrité
La maison d'arrêt de Limoges est l'un des plus anciens établissements pénitentiaires du Limousin et fait face à des problèmes significatifs de vétusté et d'insalubrité. Les cellules, souvent occupées par trois personnes sur une surface de neuf mètres carrés, sont parfois laissées sans remise en état après avoir été endommagées ou incendiées. Les conditions sanitaires sont marquées par l'absence de cloisonnement des toilettes, des peintures détériorées, et la présence d'insectes nuisibles tels que cafards et punaises de lit, qui ont infesté plusieurs quartiers de détention malgré des tentatives d’éradication,.
Cette surpopulation limite les possibilités de désinfection, faute de solutions pour transférer les détenus pendant les traitements. L’accès aux douches communes est restreint, en raison d’un manque d’effectifs de surveillants, ce qui complique davantage l’hygiène. Par ailleurs, les conditions de ventilation sont insuffisantes, notamment en période estivale, ce qui engendre une atmosphère difficilement respirable. Ces difficultés affectent non seulement les personnes détenues, mais également le personnel pénitentiaire, pour lequel aucun aménagement spécifique n'est prévu, reflétant les défis structurels et organisationnels persistants de cet établissement.

## Galerie photo

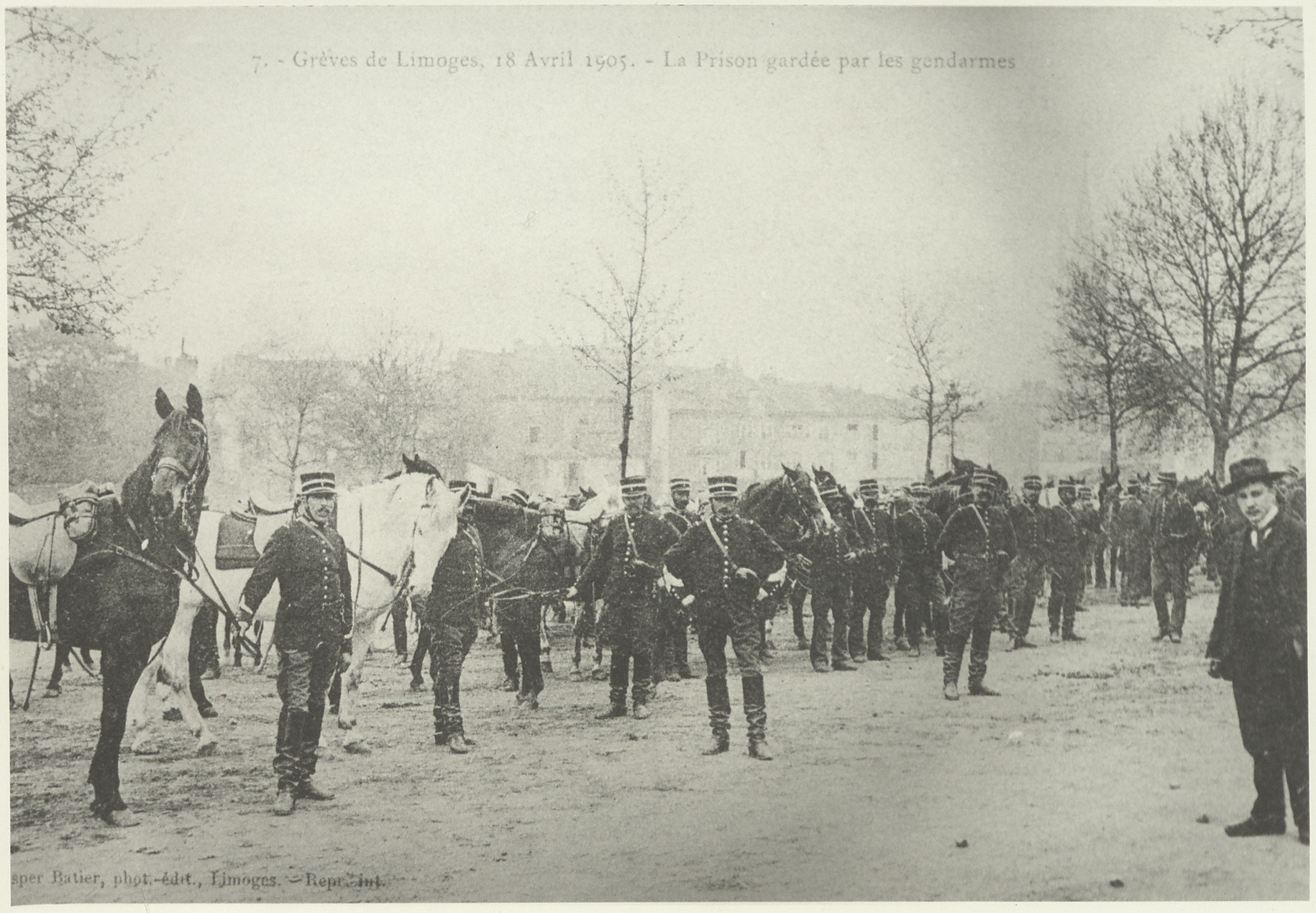
Gendarmes en faction devant la prison, le 18 avril 1905.
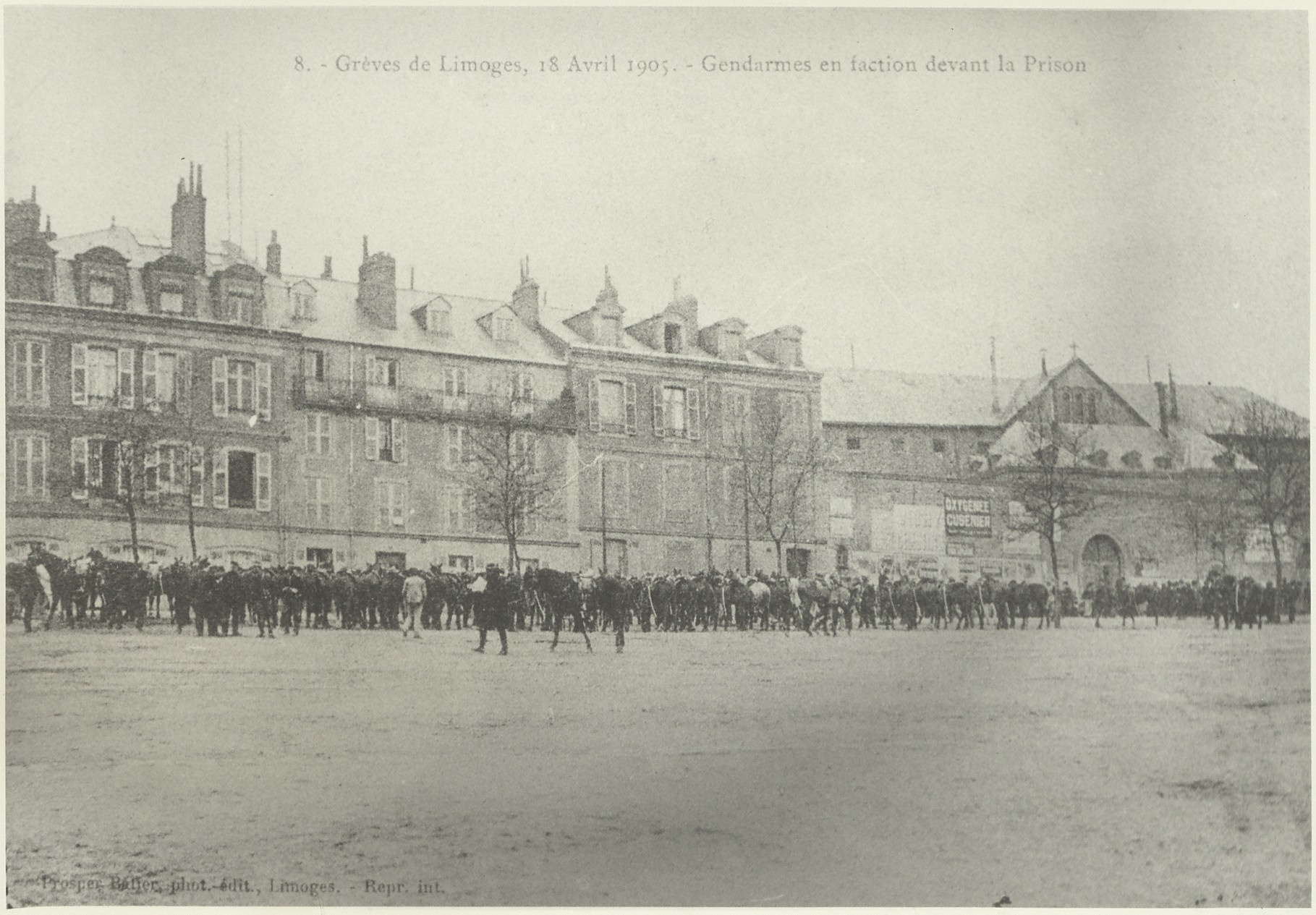
Gendarmes en faction sur le Champ de Foire, avec l'entrée de la prison à droite, le 18 avril 1905.
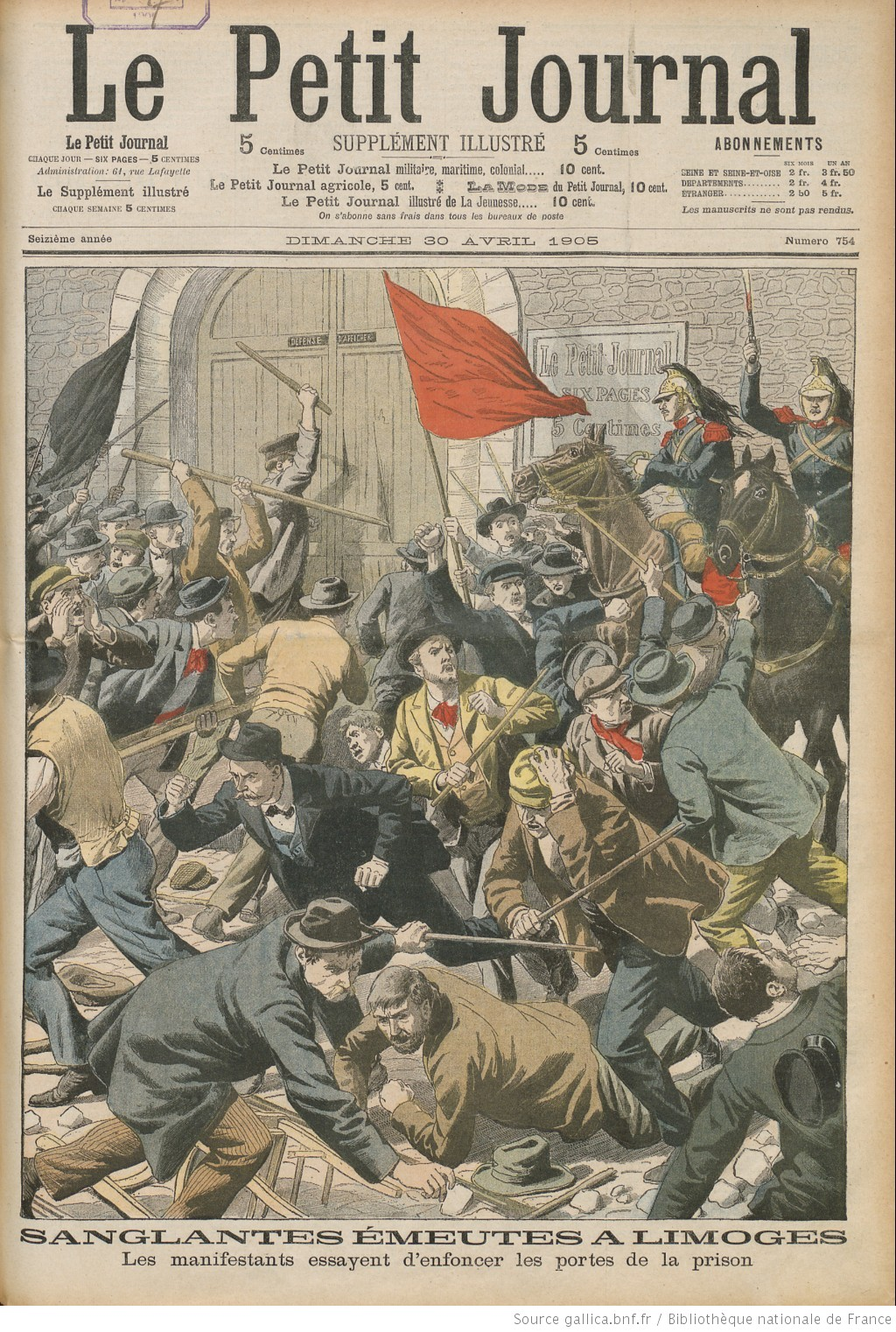
La une du Petit Journal, avec les manifestants qui tentent d'enfoncer la porte de la prison.
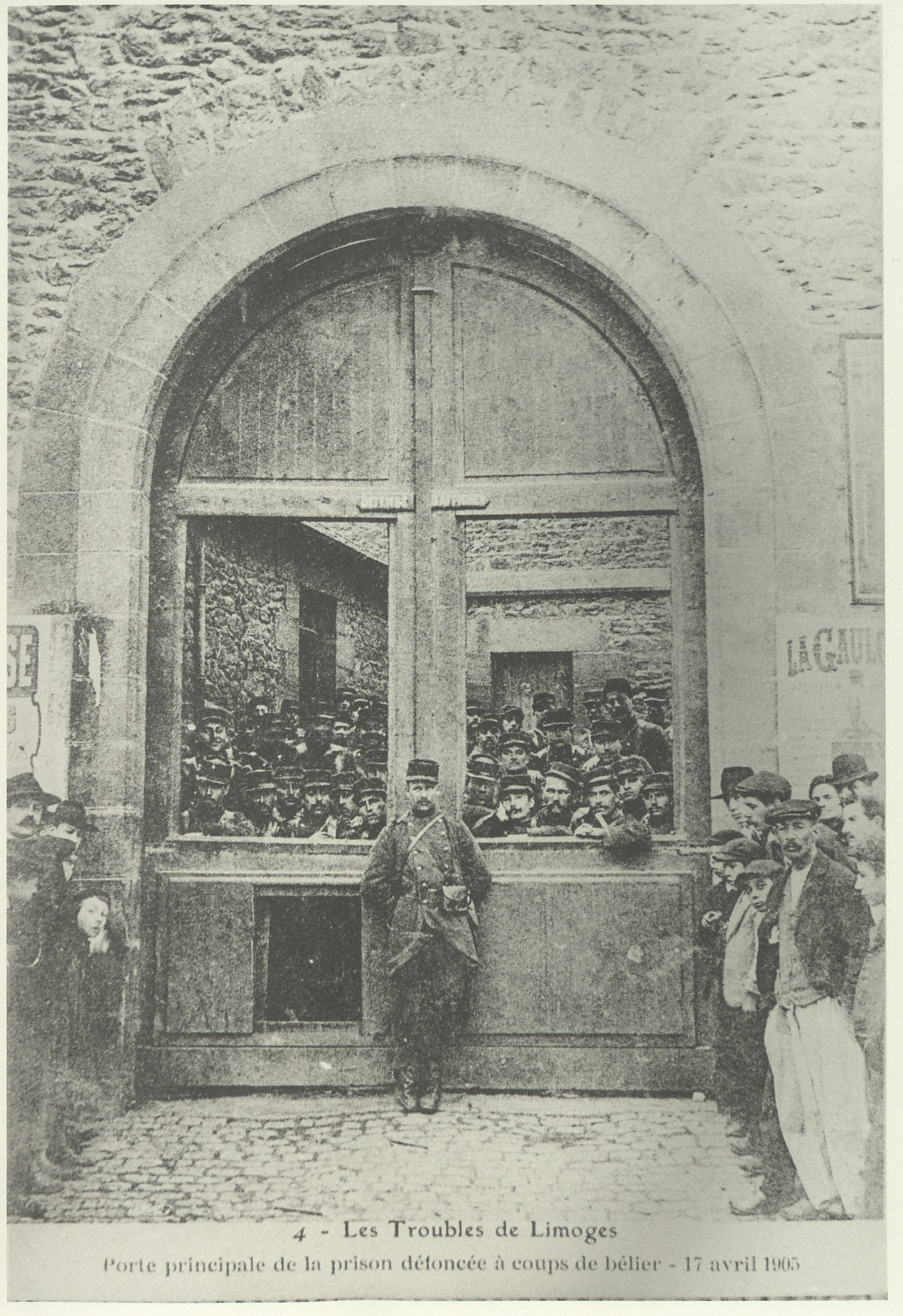
Attroupement devant la porte de la prison défoncée.
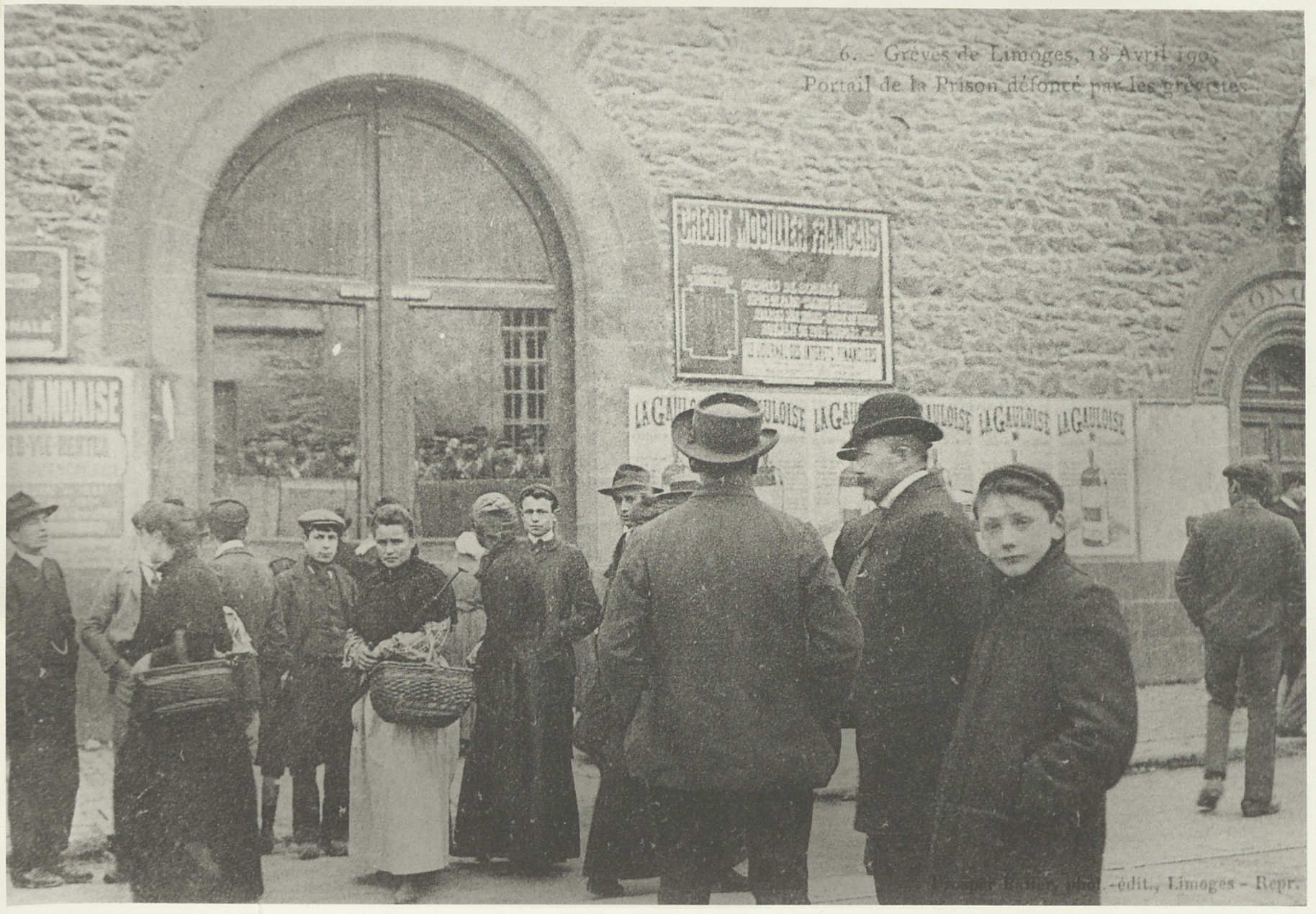
Attroupement devant la porte de la prison défoncée.
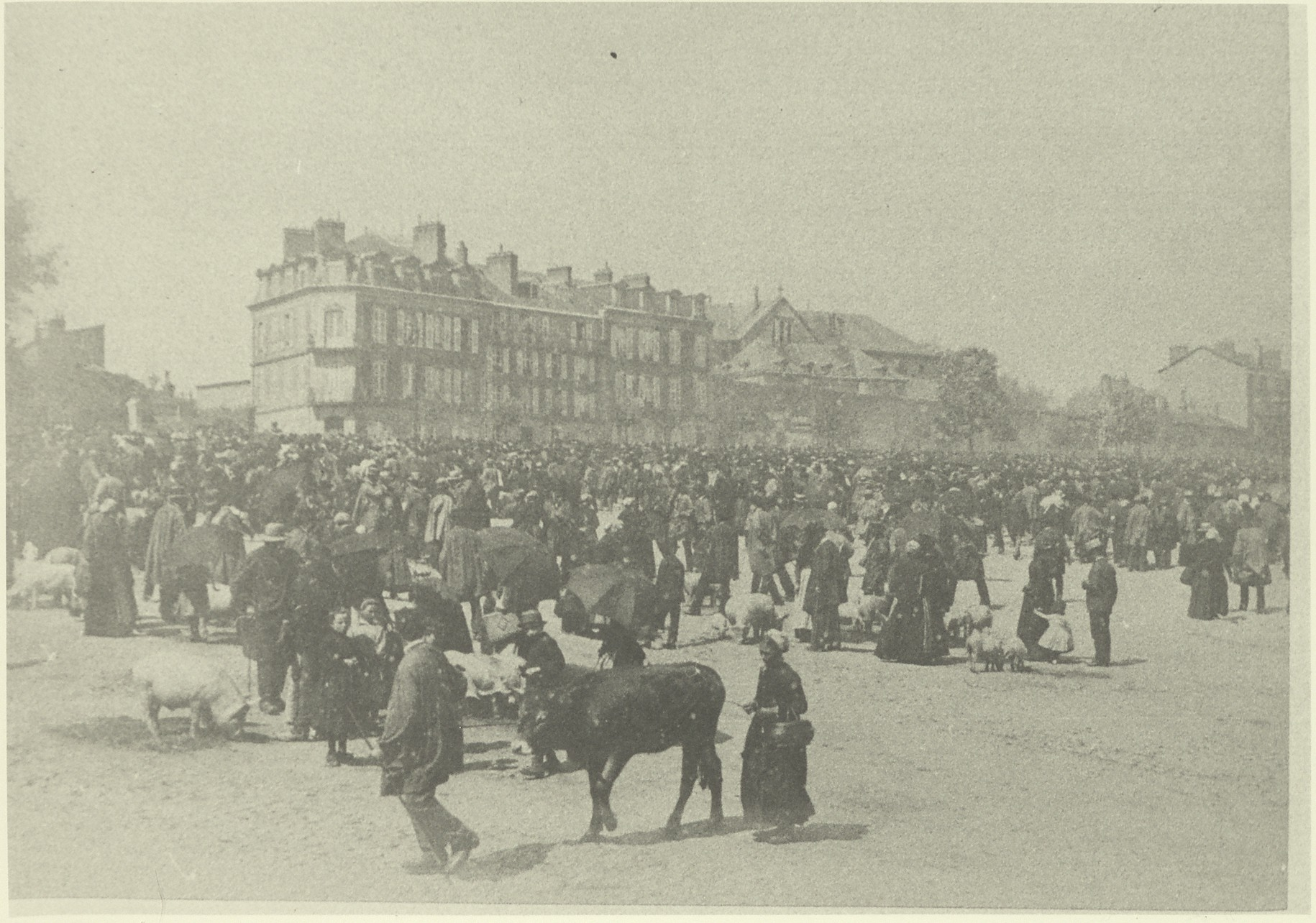
Marché sur le Champ de Foire, avec la prison à droite en arrière plan.
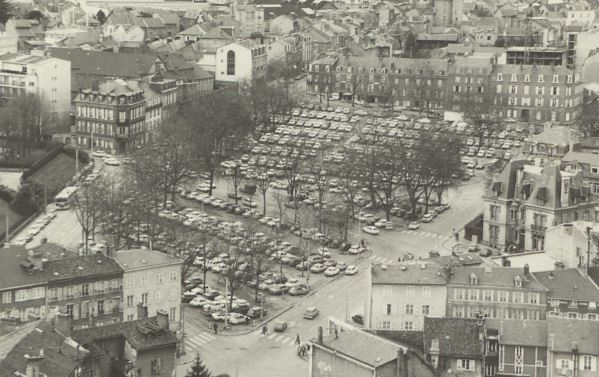
Vue aérienne de la place Winston Churchill avec la prison en arrière plan à gauche.